# Crotonato de isopropila
Crotonato de isopropila ou 2-butenoato de isopropila, é o composto químico orgânico, o éster do ácido crotônico (ácido 2-butenoico) do álcool isopropanol, de onde também pode ser chamado de éster 1-metiletílico do ácido 2-butenoico. Posui fórmula química C7H12O2 e massa molecular 128,17. É classificado com o número CAS 18060-77-0 e EINECS 241-970-7. Apresenta densidade de 0,905 , ponto de ebulição de 143 ºC e ponto de fulgor de 40 ºC.